# 放马坪乡
放马坪乡，是中华人民共和国四川省凉山彝族自治州金阳县曾经下辖的一个乡。2021年1月12日，撤销放马坪乡，将原放马坪乡石尔且村、放马坪村、二坪子村所属行政区域为对坪镇的行政区域；将原放马坪乡司瓜口村、西河村、洛哈村所属行政区域划归青松乡管辖。

## 行政区划
放马坪乡撤销前下辖以下地区：
司瓜口村、二坪子村、放马坪村、落哈村、石尔且村和西河村。